# Большая Блинникова
Большая Блинникова — деревня в Тобольском районе Тюменской области, входит в состав Карачинского сельского поселения.
Находится на  берегу реки Тобол. В деревни одна улица, Дачная.

## Население
| 2010 |
| ---- |
| 43   |